# 微水系
微水系（びすいけい）(microaqueous system または micro-aqueous system)は、酵素や生細胞による触媒反応の一つ。微水系をJISの定義より少し範囲を広げて、「従来の一般的な酵素反応・微生物反応に比較して使用される水の量が著しく少ない反応系」について議論する。また、酵素反応および微生物反応はまとめれば生化学反応であるから、「酵素や生物細胞（主に微生物菌体, whole cell）を触媒として使用する生化学反応（すなわち、酵素反応および微生物反応）」と定義する。ついで、概要で微水系における生化学反応の利点を7点述べる。さらに、微水系を有機溶媒系と無溶媒系の2分野に分類して、無溶媒系の利点を4点述べる。本文として、微水系における水の状態（酵素蛋白質に結合した水の量と溶媒中に溶解した遊離水の量との関係）を定量的に記述する。また、微水系における酵素の種類及びその使用形態、使用される有機溶媒の種類について詳しく述べる。最後に、微水系バイオリアクターについて概説する。

## 定義
微水系とは、日本工業規格 (JIS)の生体工学用語（生体科学部門）では「従来の一般的な酵素反応・微生物反応に比較して有機溶媒中で使用される水の量が著しく少ない反応系」と定義されている。
しかし、後述するように、有機溶媒を使用しない系での生化学反応も多数あるので、JISの定義よりも少し範囲を広げて、「従来の一般的な酵素反応・微生物反応に比較して使用される水の量が著しく少ない生化学反応系」について議論する。ここで、生化学反応とは、酵素(enzyme)や生物細胞（主に微生物菌体, whole cell）を触媒として使用する化学反応の総称である。また、酵素や微生物菌体をまとめて、生体触媒(biocatalyst)と総称することもある。

## 概要
酵素反応や微生物反応は、一般的には大過剰の水の中に存在する酵素もしくは微生物によって引き起こされる反応である。しかし、反応系の水の量を減らすことによって、収率や生産性が飛躍的に向上する場合がある。有機溶媒を用いる生化学反応はほぼすべてこれに含まれる。
酵素反応や微生物反応を微水系で実施すると、次のような利点がある。
1. 脂溶性基質（すなわち水難溶性基質）の溶解度を高めることができる。
2. 熱力学的平衡を加水分解から合成へとシフトさせられる。
3. 水に依存する副反応を抑制できる。
4. 酵素の特異性（選択性）を変えられる。
5. 固定化はしばしば不要である（酵素は有機溶媒に不溶であり、従って単なる濾過で回収できる）。
6. 固定化が望ましいときでも、坦体表面への単なる沈着で十分である。
7. 低沸点溶媒からの生成物の回収は容易である。
8. 酵素の熱安定性が向上する（理由は後述）。
9. 微生物汚染がない。

最後の点は工業的プロセスにとって非常に大きなメリットである。

次に、微水系での酵素反応は、反応系として、次の2つがある。
1. 溶媒系(solvent system)
2. 無溶媒系(solvent-free system or neat system)

2.の系は、基質が液状の有機化合物でこの中に（固定化）酵素もしくは微生物菌体を分散懸濁させたような反応系を想定している。反応例としては、Biodiesel Fuel(BDF、バイオディーゼル燃料）製造のためのリパーゼによる油脂のメタノリシス反応（表 1. 参照）、リパーゼによるEPA ethyl esterとtricaprylinとのエステル転位反応（表 1. 参照）や油脂のグリセロリシス反応（表 1. 参照）などである。酵素による油脂のグリセロリス反応とは、酵素としてリパーゼを使用して、溶媒を使用せず油脂(triacylglycerol)とグリセリン(glycerol)とのみの反応であり、反応の量論式は、
Triacylglycerol + 2(Glycerol) ---> 3(Monoacylglycerol)
グリセリン中の水分は3-4％が望ましく、0％近くでは反応は起こらず、4％より増やすと増加するにつれて遊離脂肪酸（油脂の加水分解による）が副生・増加して望ましくない。すなわち微水系かつ無溶媒系である。反応の初期は油脂が液状となる温度（常温以上）で、その後5℃位まで下げてmonoacylglycerolの結晶化を促進すると、85-90％の収率が達成できる。リパーゼを炭酸カルシウムの微粉末表面に固定化すると、5回程度再利用可能である。
このような無溶媒系の利点は、
1. バイオリアクターの容積効率が極めて高い（最終的にはリアクター内には生成物と未反応基質と酵素のみしか存在しない）。
2. 溶媒による酵素失活がない。
3. バイオリアクターやバイオプラントの有機溶媒に対する防火・防爆対策が必要ない。
4. 健康上安全である。

4.は、工場現場での作業員の健康（労働環境）と、製品が食品である場合の消費者の健康の2つの面での安全性である。

## 微水系での酵素反応
微水系での酵素反応は、酵素工学と有機化学との境界領域として、脂質、糖質、ペプチド、キラル化合物等の変換・合成のために活発に研究されてきた。反応の種類としては、1）酸化、2）還元、3）加水分解反応の逆反応としての合成反応または転位反応によるエステル、アミド、グリコシド結合の生成、4）付加反応、置換反応によるＣ－Ｏ，Ｃ－Ｎ結合の生成、5）Ｃ－Ｃ結合の生成、6）重合反応、などである。これらの反応は本来有機化学反応としては容易であるから、酵素利用の利点はキラリティーに係わる特異性、選択性（反応特異性、基質特異性、立体選択性、官能基選択性、配列特異性、位置選択性など）に優れている点であり、これを生かすような反応に最も魅力がある。また、保護基の導入や脱離の必要がなく選択性はワンステップで達成できるので、プロセスが簡単になる。さらに、一般に反応条件が温和であるため、不安定な物質の合成に適している。微水系での酵素反応に最も多く用いられる酵素であるリパーゼが触媒する反応のタイプを表 1.示す。これらの反応を利用したいくつかの機能性油脂の工業的生産がある。特に、エステル交換反応は、ココアバターの代替油脂（チョコレートの原料）（不二製油（株））及び中鎖脂肪酸含有食用油脂（商品名「日清MCTリセッタ」特定保健用食品、日清オイリオ（株））、などの製造に2020年代でも工業的に実施されていると思われる。
|                                              | 反応式 |
| -------------------------------------------- | --- |
| (1) エステルの加水分解 (hydrolysis of ester) | R1COOR2 + H2O → R1COOH + R2OH |
| (2) エステルの合成 (synthesis of ester)      | R1COOH + R2OH → R1COOR2 + H2O |
| (3) エステル転位 (transesterification)       | (3.1) アルコホリシス (alcoholysis) R1COOR2 + R3OH → R1COOR3 + R2OH (アルコールがメタノールの場合はメタノリシス(methanolysis)、エタノールの場合は エタノリシス(ethanolysis)、グリセロールの場合はグリセロリシス(glycerolysis)と呼ばれる。) (3.2) アシドリシス (acidolysis) R1COOR2 + R4COOH → R4COOR2 + R1COOH (3.3) エステル交換 (interesterification) R1COOR2 + R3COOR4 → R1COOR4 + R3COOR2 (3.4) アミノリシス (aminolysis) R1COOR2 + R3NH2 → R1CONHR3 + R2OH |

## 微水分

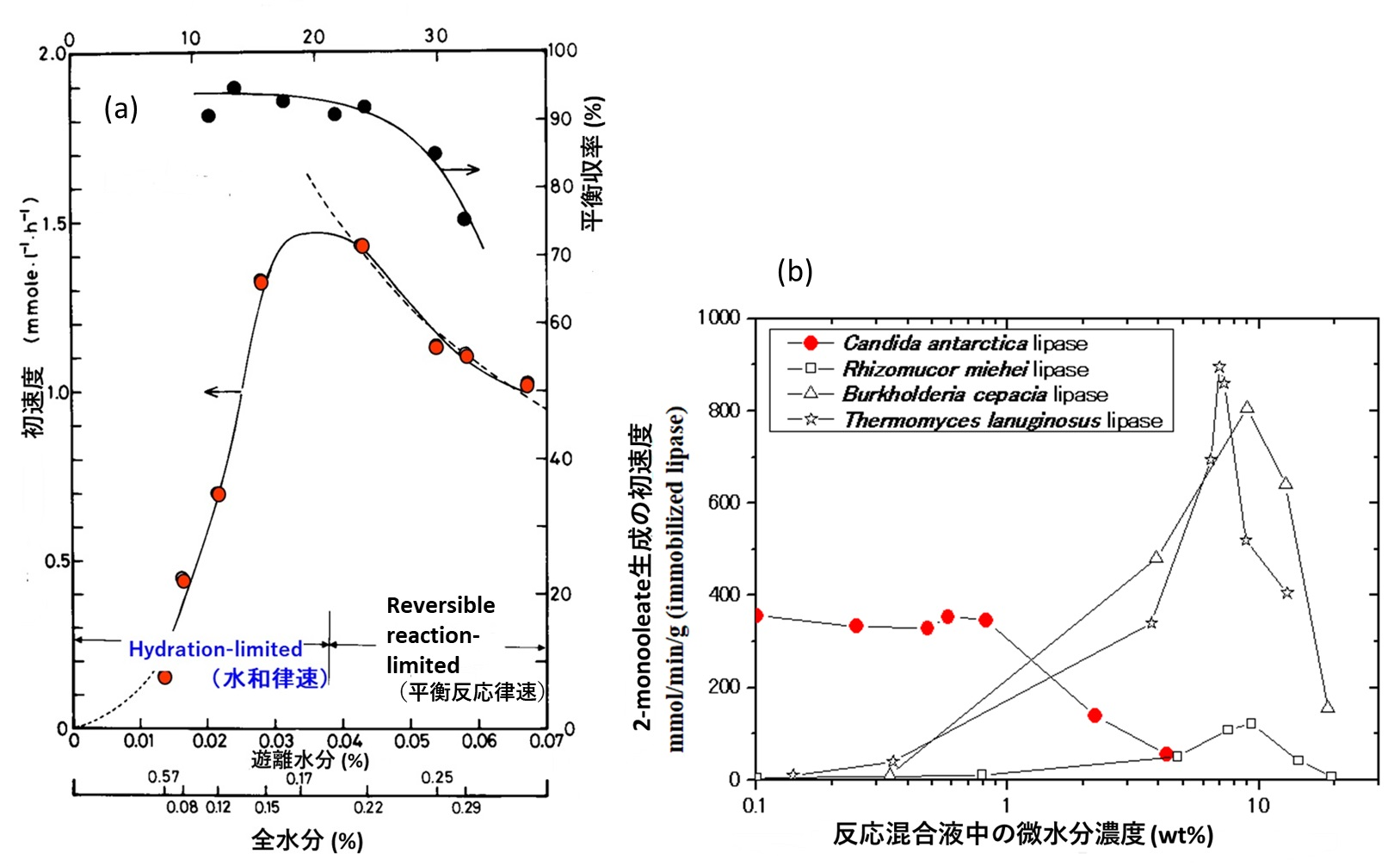
ラクトン合成反応とエステル転位反応に及ぼす遊離微水分の影響、(a) エステル（ラクトン）合成, (b) トリオレインのエタノリシス

有機溶媒中あるいは無溶媒系で、生化学反応を行うとき、注意すべきは、反応系の水分が、1）反応速度、2）収率や選択率、3）操作安定性、などに強く影響することである。厳密に科学的には水系(aqueous system)の反対は水を全く含まない無水系(anhydrous system)または非水系(nonaqueous system)であるが、文字通り全くの「水無し」では生化学反応は起こらない。酵素は蛋白質でありその触媒活性発現のためには蛋白質のゆらぎが必要であり、そのゆらぎを保証するのが結合水である。干からびた蛋白質はたとえて言うとスルメのようなものであり、ゆらぐことはできない。そこで、微量の水分の重要性を強調するため、「微水系（microaqueous systemまたはmicro-aqueous system）」という用語が1987年に初めて提唱され、それ以後世界の酵素工学研究者や有機合成研究者に広く受け入れられている。リパーゼによるエステル合成やエステル転位反応に及ぼす遊離微水分の影響は図(a), (b)のようである。一般に非常に低い微水分領域では反応速度は酵素蛋白質の水和の程度によって律速される（水和律速）。しかし、Candida antarctica産生のlipase type B(CALBと略称されている)は微水分の章の最初の図の(b)に見られるように、例外的にほとんど無水状態でも十分な活性を示している。一般的には、エステル転位反応に及ぼす遊離微水分の影響は、右下図のようである。

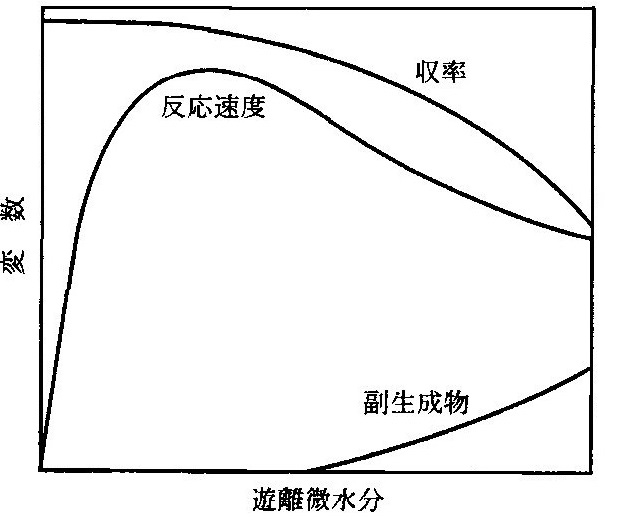
酵素（リパーゼ）によるエステル転位反応に及ぼす遊離微水分の影響（一般的プロフィール）

微水有機溶媒中に酵素粉末もしくは酵素を固定化した微細坦体粒子を分散懸濁した場合、系全体の水分、{\displaystyle c_{total\,water}}[g/mL]は、活性蛋白質の結合水と不活性物質（不純物や坦体粒子）に結合した水分と遊離状態で溶媒に溶解している水分 {\displaystyle c_{free\,water}} [g/mL]の3者の総和である。すなわち、
{\displaystyle c_{total\,water}=y_{ap}c_{ap}+y_{im}c_{im}+c_{free\,water}}  
ここで
{\displaystyle c_{ap}=}活性蛋白質（酵素）の濃度[g dry protein/mL]
{\displaystyle c_{im}=}不活性物質の濃度[g dry material/mL]
{\displaystyle y_{ap}=}活性蛋白質に結合した水分量[g water/g dry protein]
{\displaystyle y_{im}=}不活性物質に結合した水分量[g water/g dry inert material]
従って、全水分の反応に及ぼす影響は使用する酵素量やその酵素の純度によって異なる。触媒活性に直接影響を与える水分は結合水であるが、反応成分や生成物成分としての水は遊離水である。
蛋白結合水分（水和量）は遊離微水分と平衡関係にある（下図a参照)。この平衡関係は、水と混和する有機溶媒と水と混和しない有機溶媒とで、著しく異なる。

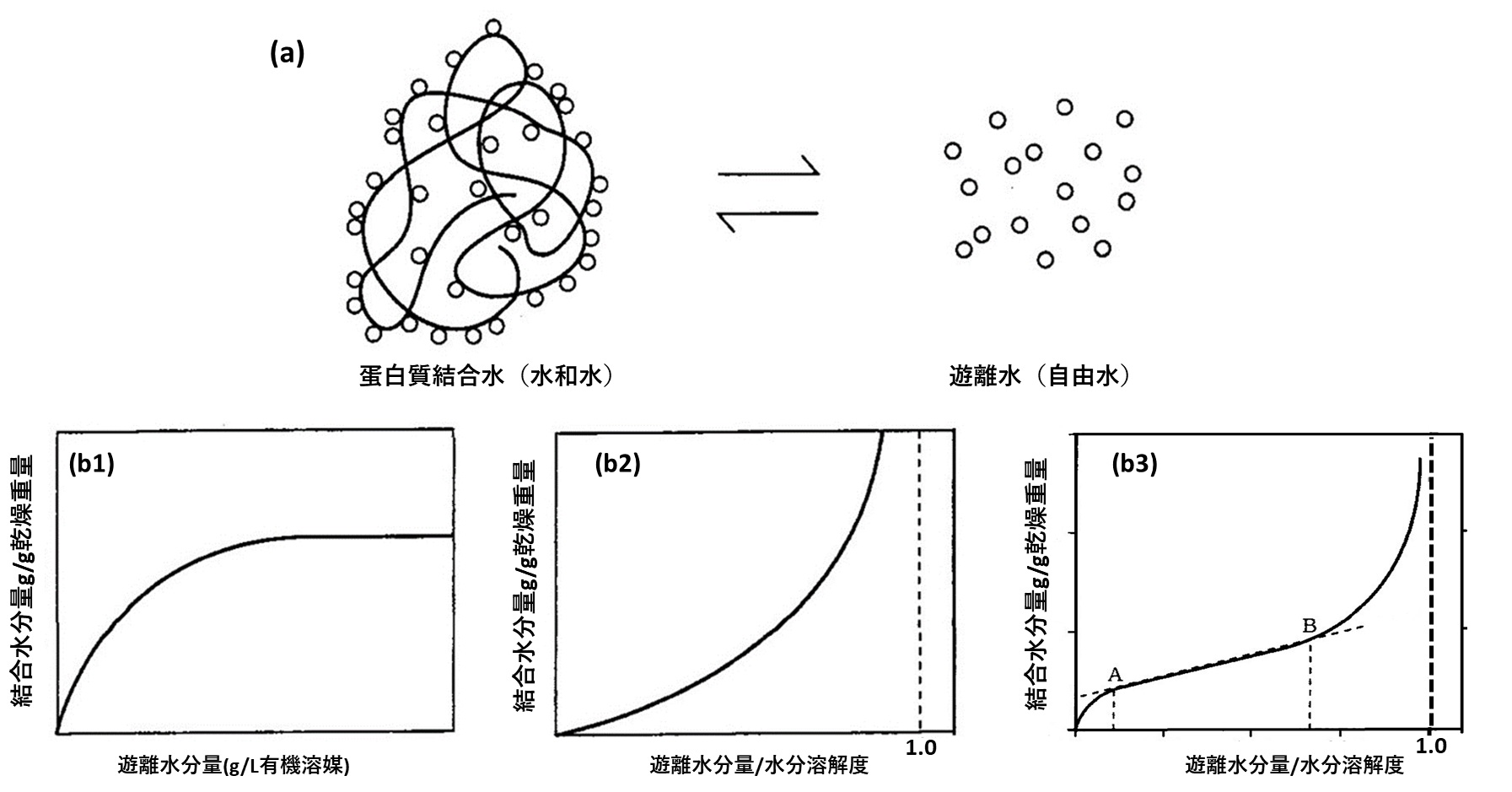
微水有機溶媒中に懸濁された粉末蛋白質に結合した水分子と遊離自由水分子との平衡： (a) 平衡の概念、 (b1) 水と混和する有機溶媒の場合、(b2) 水と混和しない有機溶媒の場合、 (b3) アルカン(alkane)の場合

水と混和する有機溶媒の場合はラングミュアの吸着等温曲線を示す（図(b1)参照）:
 {\displaystyle y=(y_{max}c_{w})/(k_{1}+c_{w})}
水と混和しない有機溶媒の場合は右上がりの曲線を示し、BETの多層吸着式で表せる（図(b2)参照）：
{\displaystyle y={\frac {y_{max}k_{2}c_{w}/c_{w}^{*}}{(1-c_{w}/c_{w}^{*})(1-c_{w}/c_{w}^{*}+k_{2}c_{w}/c_{w}^{*})}}}   {\displaystyle (0<c_{w}/c_{w}^{*}<1)}
図(b3)は有機溶媒がn-アルカンの場合である。微水分をゼロから増やしていくと、結合水が先ず単層(mono-layer)まで徐々に増えて（Ａ点）、さらに微水分が増えると結合水は多層(multi-layer)となり（Ｂ点）、それ以上増やすと蛋白質周りで遊離水が増えてついには蛋白質を含んだ水相（異相系）となり、w/o型の乳化状態(emulsion state)となる。
微水分の章の最初の図 (a) 及び(b)の曲線から、遊離水分を変化させれば、酵素分子の水和量を制御することが可能であることがわかる。
種々の有機溶媒中での微水分の影響は水分活性(water activity), {\displaystyle a_{w}}, によってある程度統一的に整理できる。{\displaystyle a_{w}}とは熱力学的変数であり、一定温度に保った密閉容器内にある物質を長時間平衡になるまで静置したとき、気相中の水蒸気圧{\displaystyle p_{w}}とその温度における飽和水蒸気圧 の比と定義される：
 {\displaystyle a_{w}=p_{w}/p_{w}^{*}}
そして、有機溶媒中の酵素蛋白質に対しては、
 {\displaystyle a_{w}=\gamma _{w}x_{w}}
ここで、{\displaystyle \gamma _{w}} は水の活量係数であり、 {\displaystyle x_{w}}は有機溶媒中の水のモル分率である。
恒温の密閉容器内に、粉末酵素と反応混合液と飽和塩溶液を長時間置くことにより、ある{\displaystyle a_{w}} を持つ粉末酵素とそれと同じ {\displaystyle a_{w}}を持つ反応混合液が得られる。飽和塩溶液の塩の種類を変えることによって種々の {\displaystyle a_{w}}が得られる。飽和塩溶液の{\displaystyle a_{w}}の値については、出典等がある。平衡になった後、粉末酵素と反応液を混合して反応を実施すれば、その{\displaystyle a_{w}} における初速度が得られる。有機溶媒を変えても {\displaystyle a_{w}}対初速度の関係は類似のプロフィールを示す。この文献のFig. 3からわかるように多くの溶媒のデータが1本の線上にあるわけではなく、 {\displaystyle a_{w}}以外にその有機溶媒分子固有の影響があるので、{\displaystyle a_{w}} は万能ではない。水の溶解度が非常に低く遊離微水分が通常の分析方法では測定できない有機溶媒（後述）の場合にはとくに {\displaystyle a_{w}}は有益である。一般的に言って、有機溶媒中の酵素の活性に及ぼす因子は、微水分以外にいろいろある。

## 酵素およびその使用形態

### 酵素の種類
有機溶媒中の反応に用いられる酵素は、エステラーゼ（特に豚肝臓由来）、リパーゼ（各種微生物産生のリパーゼ、特にNovonesis社（旧Novozyme社）製の Lipozyme TL IM（Novozym 435、前述のCALB）、豚膵臓由来）、プロテアーゼ（サーモライシン、α-キモトリプシンなど）、西洋わさび由来ペルオキシダーゼ、フェノールオキシダーゼ、アルコールデヒドロゲナーゼ（特に酵母や馬由来）などである。CALBは1980年台に見つかったリパーゼであるが、固定化されて使い勝手良く様々な異なるタイプの反応を触媒する優れた酵素である。微生物については、有機化合物のバイオ変換(bioconversion or biotransformation)に有機合成化学者は、その入手の容易さ故にしばしば酵母菌体を使用してきたが、この微生物は微水系には不向きである（後述）。

### 酵素の使用形態
これらの酵素について、有機溶媒中で活性を示す多くの使用形態が開発されている。これらをまとめると以下のようになる。
1. 遊離状態で分子的に溶解させる。酵素によっては、グリセリンやジメチルスルホキシドなどに溶解する。
2. ポリエチレングリコールと共有結合させた誘導体（PEG-enzyme）として、あるいは適当な界面活性剤との複合体（lipid-coated enzyme, surfactant-modified enzyme, surfactant-enzyme complex等と呼ばれている[28]）として溶媒中に可溶化した状態。
3. 微粉末状に分散懸濁させた状態[15][29][30]、あるいは分散が十分でない場合は適当な坦体表面上に沈着もしくは吸着させた状態[29][30][31]
4. 逆ミセル(reverse micelle or inverted micelle)に閉じ込めた状態。
5. 多孔質坦体の細孔内の水相中に酵素を存在させた状態（酵素は遊離状態か固定化されている）。
6. 疎水性ゲルに包括固定化された状態。
7. 酵素を含む微生物（湿潤あるいは乾燥菌体）を分散懸濁させるか[32]、抵当な坦体に保持して懸濁もしくは充填した状態[33]。

一般的には微生物（大腸菌やパン酵母菌の湿潤菌体など）は有機溶媒には分散しがたいが、その疎水性表層の故に有機溶媒中に容易に分散懸濁する一群の微生物が知られている（ミコール酸を多量に含むNocardia属やRhodoccocus属やCorynebacterium属やMycobacterium属の細菌(実例はNocardia rhodocrous NCIB 10554株の湿潤菌体を使用した研究報告およびRhodococcus  opacus  B-4株の湿潤菌体を使用した研究報告)。このような微水系は、当該酵素を菌体から分離精製する必要がないし、菌体内に存在する酵素はそのままの状態の方が分離精製したその酵素より遙かに安定なので、工業的なバイオプロセスへ実用化する場合にコスト面で優れている。
以上のように多数の技術が開発されたので、今日ではどのような酵素でも有機溶媒中で活性を発現させることが可能となっている。2.および4.の使用形態では高活性の酵素標品が作られるが、回収や連続化に難点がある。3.は高活性な酵素標品を得るには前処理や活性促進剤の添加などに工夫が必要であるが、回収再利用や連続化は容易で工業用触媒として適している。7.の有機溶媒に容易に分散懸濁する湿潤微生物菌体は酵素の分離精製の必要がないので、遺伝子工学によって目的酵素を多量に菌体内に発現・蓄積させればそのままの利用が期待され有望である。

### 再活性化
いくつかの酵素粉末はそのまま有機溶媒中に分散懸濁しても活性はきわめて低いが、あらかじめ界面活性剤、脂肪酸、炭化水素、糖アルコール（アラビトール、ソルビトールなどを適量加えた酵素溶液を再度凍結乾燥すると活性が劇的に増大（回復）することが知られている[20]。前述の2.の使用形態もこれに該当すると言える。

### 酵素の純度
微水系の生体触媒反応の分野の研究でほとんど注意が払われていないが、酵素の純度はきわめて重要な因子である。微水分の章で述べたように、微水分の影響は酵素標品の純度に依存するし、粗酵素の場合は含まれる不純物の多くは有機溶媒に溶解しないと考えられるので、粗酵素標品を用いれば酵素分子のまわりに依然として留まっているおびただしい不純物に取り囲まれていることになる（図(a)参照）。

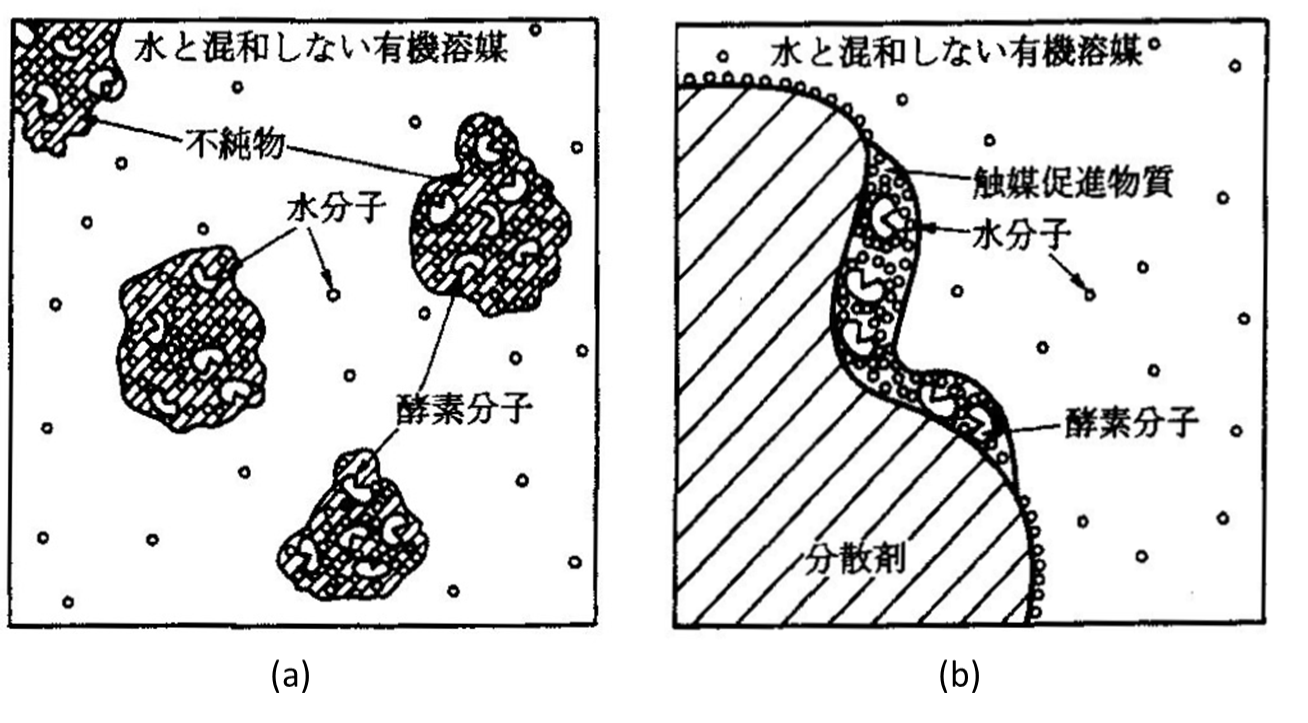
微水有機溶媒中の酵素の状態、 (a) 粗製酵素の場合、(b) 精製酵素の場合

従って、その活性はそれら不純物の種類と量によって強く影響される。微水有機溶媒中に分散すれば、粗製酵素は粉末はそれだけで十分な活性を示すが、しかし精製酵素粉末の場合は、微水分と適当な活性促進物質（糖アルコールなど）と適当な坦体（セライトなど）の3者が最適な割合で存在するときのみ、充分な活性と安定性が得られると考えられる（図(b)参照）。この場合、坦体を用いなければ精製酵素は分散しないし、またたとえ適当な坦体を用いてもその表面に沈着固定化させても活性は低い。

### 酵素の特性の変化
微水系での酵素反応も、その速度式は水系のそれ、すなわち基質の有機溶媒中の濃度に関しては基本的にはミカエリス・メンテン式に従う。しかし、有機溶媒中では、酵素のいろいろな特性が変化する。

#### 熱安定性（半減期）
熱失活とは蛋白質の3次構造が変化すること（活性なフォールディング→不活性なフォールディング）であり、この変化には水が関係している。それゆえ、完全な無水有機溶媒中ではこの変化は起こらないから、酵素の熱安定性はきわめて良くなる。したがって、半減期{\displaystyle t_{1/2}}の値は水中のそれよりはるかに長くなる。微水有機溶媒中では、微水分を増やすにしたがって、{\displaystyle t_{1/2}}  の値は水中のそれに近づく。また、使用する有機溶媒によっても {\displaystyle t_{1/2}} は影響される。

#### 基質特異性
1つの酵素に対するある基質の特異性は、{\displaystyle k_{cat}/K_{m}}  で定量的に評価される。この値が各種有機溶媒で変化する。このことは、蛋白質工学や自然からの酵素のスクリーニングによらずに基質特異性を変えることができることを示している。

#### 鏡像体選択性、立体特異性
酵素の鏡像対選択性（立体特異性）は、当該基質のＲ体とＳ体（あるいはＤ体とＬ体）の基質特異性の比である、{\displaystyle E}値、によって定量的に評価される。すなわち、{\displaystyle (k_{cat}/K_{m})_{R}/(k_{cat}/K_{m})_{S}}  である。{\displaystyle E}値が高いほど、生成物の光学純度（enantiomeric excess, {\displaystyle ee}値）は高くなる。工業的には、{\displaystyle E}値は100以上であることが望ましいとされている。この{\displaystyle E}値が各種有機溶媒中で異なる。そして、{\displaystyle E}値と有機溶媒の各種物理化学的特性（誘電率、双極子モーメント、比容積など）との間にある種の相関が認められることもあるようである。

## 有機溶媒
様々な有機溶媒が酵素反応や微生物反応に用いられている。これらは、有機溶媒と水との相互溶解性から表 2.のように3種類に分類される。
|                                                                                     | 有機溶媒の名称 |
| ----------------------------------------------------------------------------------- | --- |
| 1) 水と混和する有機溶媒                                                             | methanol, ethanol, ethylene glycol, glycerol, N,N’-dimethylformamide, dimethyl-sulfoxide, acetone, formaldehyde, acetonitrile, dioxane, etc. |
| 2) 水と混和しない有機溶媒 (括弧内は水の溶解度[g/L]とその値を示す温度)               | * alcohols: (n-, iso-) propyl alcohol, (n-, s-, t-) butyl alcohol, (n-, s-, t-)-amyl alcohol, n-octanol, etc. *esters: methyl acetate, ethyl acetate (29.4, 25℃; 37.8, 40℃), n-butyl acetate, hexyl acetate, etc. * alkyl halides and aromatic halides: methylene chloride (2, 30℃), chloroform, carbon tetrachloride, 1,2-dichloroethane, trichloroethane (0.4, 40℃), chlorobenzene, (o-, m-, p-) dichlorobenzene, etc. * ketones: methyl ethyl ketone, etc. |
| 3) 水に不溶な有機溶媒(炭化水素) (括弧内の数字は水の溶解度 [ppm]とその値を示す温度） | * acyclic hydrocarbons (alkanes): n-hexane (320, 40℃), n-heptane (310, 30℃), n-octane, isooctane, (180, 30℃), etc. * alicyclic hydrocarbons: cyclohexane (160, 30℃), etc. * aromatic hydrocarbons: benzene (600, 25℃); 1200, 40℃), toluene (300, 25℃; 880, 30℃), etc. |

酵素への悪影響の少なさという点からは3)の炭化水素が最もよい。各種微水有機溶媒中の酵素の活性や安定性については媒体工学（仮称）(medium engineering)としていろいろ研究されてきた。適切な有機溶媒の選択（無溶媒も含めて）については、優れた総説がある。酵素反応に影響する有機溶媒の特性としては疎水性パラメータ及び誘電率などがある。

### 疎水性（または極性）パラメータ
疎水性パラメータ(hydrophobic parameter)は、{\displaystyle \log P}  で表される。{\displaystyle P}は次式で定義される一種の分配係数 (partition coefficient)である。
{\displaystyle P\equiv }  (n-オクタノール 中での当該有機溶媒の溶解度)/(水中での当該有機溶媒の溶解度)                                                                             
酵素活性は、{\displaystyle P} の値が2以下の溶媒中で低く、２～4の値を持つ溶媒中では中程度、4以上の溶媒中では高い。この3区分は、表2の3分類とほぼ対応している。酵素活性と{\displaystyle a_{w}} との相関を議論するときは、含まれる微水分が考慮されねばならない。

### 誘電率（あるいは双極子モーメント)
酵素分子とそれが懸濁されている有機溶媒との相互作用は非共有結合的な静電気的性質のものである。低いεの値を持つ有機溶媒中では酵素分子はより固くなり、活性は低下する。

## 微水系バイオリアクター

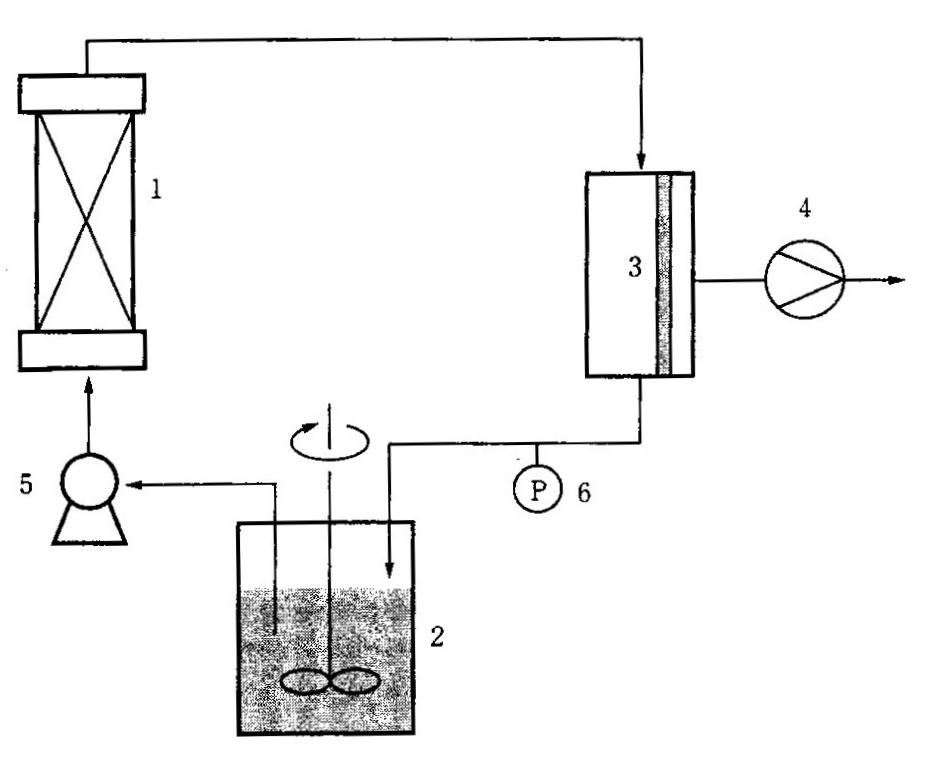
バイオエステル化反応のための浸透気化を組み込んだバイオリアクターシステム　1．固定化リパーゼを充填した充填層型バイオリアクター、2．混合液槽、3．浸透気化膜モジュール、4．真空ポンプ、5．混合液循環用ポンプ、6．圧力計

微水系生化学反応の対象となるのは、疎水性化合物である。望ましい有機溶媒中で十分かつ長時間安定な酵素が得られればそれを組み込んだ微水系バイオリアクターが構築できる。通常の水系バイオリアクターと比較して微水系バイオリアクターはどこが違うかと言えば、それは微水分の最適制御である（実例は、出典)。たとえば、表1に示したようにリパーゼは微水系でエステル合成反応やエステル転位反応を触媒する。エステル転位反応では、水が生成しないので微水分の制御は比較的容易である.　しかし、脂肪酸とアルコールからのエステル合成では反応の進行と共に水が生成するのでこれを除去しない限り収率の向上は望めないが、あまり強く脱水して結合水まで除くと触媒活性はなくなる。反応の初期には生成物濃度は低いので適量の水分存在下で反応速度を高くするが反応の終点近くでは速度の低下を犠牲にしても収率の向上のために微水分を極力除く、といった戦略が考えられる。すなわち、微水分の時間的な最適プロフィールが考えられる。リパーゼによるバイオエステル化(bioesterification)における微水分の除去方法としては、常温減圧、減圧蒸留、共沸蒸留、減圧共沸蒸留、乾燥ガス通気、浸透気化(pervaporation)などが知られている。浸透気化は膜分離の1種であり、親水性膜を用いて、膜の裏側（すなわち反応液側とは反対側）を減圧にすると水分のみが選択的に拡散除去できるので、反応溶媒が低沸点の有機溶媒でも微水分の選択的除去ができる（図参照）。リパーゼによるエステル転位反応においても、微水分がきわめて少ないと反応速度は低下するし、一方微水分が多いと副反応として加水分解が起こるので、反応速度と収率との兼ね合いから最適微水分が存在する（微水分の章の最初の図の(a)および(b)参照)。実社会での適用では、多量に生産される分野として、油脂の改質がある。